# Phytomia fucoides
Phytomia fucoides är en tvåvingeart som beskrevs av Mario Bezzi 1915. Phytomia fucoides ingår i släktet Phytomia och familjen blomflugor.
Artens utbredningsområde är Uganda. Inga underarter finns listade i Catalogue of Life.